# Redskins Verona 2019
Questa voce raccoglie le informazioni riguardanti i Redskins Verona nelle competizioni ufficiali della stagione 2019.

## Roster
| Roster dei Redskins Verona (2019) |
| --- |
| Quarterback - 32 Federico Corradi Running Back - 31 Andrea Arzenton - 35 Enrico Battistella FB/TE - 22 Loris Favuzza - 5 Marco Grinzato FB - 17 Luigi Livia - 85 Andrea Martini FB - 21 Giulio Zantedeschi Wide Receiver - 2 Davide Andreoli - 87 Marcello Bratti - 23 Massimiliano Capon - 15 Samuele Gaspari - 84 Tommaso Marchesini - 34 Nicola Marinelli - 81 Stefano Zanetti Tight End - 90 Zeno Ballarini - 80 Luca Pomari Offensive Linemen - 66 Matteo Camerlengo C - 69 Daniele de Martin OG - 64 Enrico di Franco OG - 77 Michael Eshun OG - 50 Federico Martini - 51 Lorenzo Sisto OG - 58 Anton Tortella Honchenkov OG Defensive Linemen - 71 Lucio Angeli - 92 Rami Berri - 99 Domenico Cundari - 97 Destiny Giuliani Osawe - 98 Marco Morbioli DE - 8 Edoardo Perbellini DE/MLB - 59 Omar Perbellini - 96 Giacomo Zivelonghi Linebacker - 27 Alberto Burato OLB - 56 Tommaso Conti - 54 Simone Cremasco - 33 Alessio Manganotti OLB/S - 70 Kian Mir Fakhraei - 52 Frederik Steinhauser Defensive Back - 44 Federico Bogdanich S - 13 Matteo Corso S - 14 Jacopo Donà CB - 20 Luca Pressi CB - 89 Nicola Pressi CB - 18 Jose Maria Steinhauser CB - 19 Davide Zampieri CB Special Team - 88 Marco Giusti K/WR Coaching staff Michele Fabbrica (HC/OC) · Massimiliano Capon (AOC) · Federico Corradi (AOC) · Domenico Cundari (DC) · Nicolò Butturini (ADC) · Stefano Cavada (ADC) · Giacomo Aiello (ST) · Nicola Pressi (Prep. Atl.) |

## Campionato Italiano Football a 9 FIDAF 2019

### Stagione regolare
| San Giovanni Lupatoto 17 febbraio 2019, ore 14:30 | Redskins Verona | 20 – 0 (0-0 6-0 7-0 7-0) referto | Thunders Trento | C.S. Mozzo (1000 spett.)\| Arbitro: \| Garlaschi \| |
| Arbitro:                                          | Garlaschi       |                                  |                 |                                                     |

| San Giovanni Lupatoto 24 febbraio 2019, ore 14:30 | Redskins Verona | 42 – 6 (8-0 7-6 13-0 14-0) referto | Mexicans Pederobba | C.S. Mozzo (200 spett.)\| Arbitro: \| B. Jovanovic \| |
| Arbitro:                                          | B. Jovanovic    |                                    |                    |                                                       |

| Vicenza 9 marzo 2019, ore 15:00 | Hurricanes Vicenza | 0 – 57 (0-13 0-16 0-14 0-14) referto | Redskins Verona | BPVI Arena (200 spett.)\| Arbitro: \| Tomaz \| |
| Arbitro:                        | Tomaz              |                                      |                 |                                                |

| Trento 7 aprile 2019, ore 14:55 | Thunders Trento | 7 – 35 (7-7 0-14 0-14 0-0) referto | Redskins Verona | Campo Fersina (15 spett.)\| Arbitro: \| Garlaschi \| |
| Arbitro:                        | Garlaschi       |                                    |                 |                                                      |

| Onigo 28 aprile 2019, ore 15:00 | Mexicans Pederobba | 8 – 35 (2-8 6-13 0-7 0-7) referto | Redskins Verona | Campo Comunale |

| San Giovanni Lupatoto 19 maggio 2019, ore 14:30 | Redskins Verona | 49 – 0 (21-0 13-0 8-0 7-0) referto | Hurricanes Vicenza | C.S. Mozzo (150 spett.) |

### Playoff
| Verona 9 giugno 2019, ore 16:00 | Redskins Verona | 58 – 6 (10-0 28-6 14-0 6-0) referto | Razorbacks Piemonte | C.S. Concordia (200 spett.)\| Arbitro: \| S. Bernini \| |
| Arbitro:                        | S. Bernini      |                                     |                     |                                                         |

| Verona 16 giugno 2019, ore 16:00 | Redskins Verona | 42 – 26 (14-0 21-0 0-6 7-20) referto | Rams Milano | C.S. Concordia (200 spett.) |

| Pordenone 22 giugno 2019, ore 20:30 | 29ers Alto Livenza | 20 – 33 (7-13 6-20 7-0 0-0) referto | Redskins Verona | C.S. Borgomeduna (200 spett.) |

| Arbitri: | d'Amato Camossa Moglia Ferrarini Gentile Bernardi Pizzorno |

|                                                                                               |           |                                  |
| D. Giuliani Osa 10':24" Q1 (saf) S. Rosace 8':01" Q3 (FG) 26yd S. Rosace 10':57" Q4 (FG) 38yd | Marcatori | R. Tafuto 1':58" Q4 (TD) 2yd run |

## Statistiche di squadra
| Competizione | %Vittorie | In casa | In casa | In casa | In casa | In casa | In casa | In trasferta | In trasferta | In trasferta | In trasferta | In trasferta | In trasferta | Totale | Totale | Totale | Totale | Totale | Totale |
| Competizione | %Vittorie | G       | V       | N       | P       | Pf      | Ps      | G            | V            | N            | P            | Pf           | Ps           | G      | V      | N      | P      | Pf     | Ps     |
| ------------ | --------- | ------- | ------- | ------- | ------- | ------- | ------- | ------------ | ------------ | ------------ | ------------ | ------------ | ------------ | ------ | ------ | ------ | ------ | ------ | ------ |
| Campionato   | 1.000     | 3       | 3       | 0       | 0       | 111     | 6       | 3            | 3            | 0            | 0            | 127          | 15           | 6      | 6      | 0      | 0      | 238    | 21     |
| Playoff      | 1.000     | 2       | 2       | 0       | 0       | 100     | 32      | 2            | 2            | 0            | 0            | 41           | 26           | 4      | 4      | 0      | 0      | 141    | 58     |
| Totale       | 1.000     | 5       | 5       | 0       | 0       | 211     | 38      | 5            | 5            | 0            | 0            | 168          | 41           | 10     | 10     | 0      | 0      | 379    | 79     |

## Statistiche personali

### Marcatori
| Giocatore         | Ruolo | TD rush | TD recv | TD int | TD p.ret | TD k.ret | TD oth | Xp1  | Xp2 | FG  | Saf | Totale |
| ----------------- | ----- | ------- | ------- | ------ | -------- | -------- | ------ | ---- | --- | --- | --- | ------ |
| L. Livia          |       | 5+5     | 0+0     | 0+0    | 0+0      | 0+0      | 0+0    | 0+0  | 1+0 | 0+0 | 0+0 | 62     |
| A. Arzenton       |       | 5+2     | 0+0     | 0+0    | 0+0      | 0+0      | 0+0    | 0+0  | 0+0 | 0+0 | 0+0 | 42     |
| S. Rosace         |       | 0+0     | 0+0     | 0+0    | 0+0      | 0+0      | 0+0    | 23+8 | 0+0 | 0+3 | 0+0 | 40     |
| A. Plattner       |       | 3+1     | 1+1     | 0+0    | 0+0      | 0+0      | 0+0    | 0+0  | 0+0 | 0+0 | 0+0 | 36     |
| S. Gaspari        |       | 0+0     | 3+2     | 0+0    | 0+0      | 0+0      | 0+0    | 0+0  | 0+0 | 0+0 | 0+0 | 30     |
| F. Corradi        |       | 3+1     | 0+0     | 0+0    | 0+0      | 0+0      | 0+0    | 0+0  | 0+0 | 0+0 | 0+0 | 24     |
| F. Bogdanich      |       | 0+0     | 0+0     | 2+1    | 0+0      | 0+0      | 0+0    | 0+0  | 0+0 | 0+0 | 0+0 | 18     |
| M. Capon          |       | 0+0     | 1+2     | 0+0    | 0+0      | 0+0      | 0+0    | 0+0  | 0+0 | 0+0 | 0+0 | 18     |
| Z. Ballarini      |       | 0       | 2       | 0      | 0        | 0        | 0      | 0    | 0   | 0   | 0   | 12     |
| M. Ka             |       | 0+0     | 1+1     | 0+0    | 0+0      | 0+0      | 0+0    | 0+0  | 0+0 | 0+0 | 0+0 | 12     |
| N. Marinelli      |       | 0+0     | 1+1     | 0+0    | 0+0      | 0+0      | 0+0    | 0+0  | 0+0 | 0+0 | 0+0 | 12     |
| L. Pressi         |       | 0       | 0       | 0      | 2        | 0        | 0      | 0    | 0   | 0   | 0   | 12     |
| M. Giusti         |       | 0+0     | 0+0     | 0+0    | 0+0      | 0+0      | 0+0    | 0+8  | 0+0 | 0+0 | 0+0 | 8      |
| E. Perbellini     |       | 0       | 0       | 1      | 0        | 0        | 0      | 0    | 0   | 0   | 1   | 8      |
| M. Grinzato       |       | 0+1     | 0+0     | 0+0    | 0+0      | 0+0      | 0+0    | 0+0  | 0+0 | 0+0 | 0+0 | 6      |
| A. Manganotti     |       | 0       | 0       | 1      | 0        | 0        | 0      | 0    | 0   | 0   | 0   | 6      |
| M. Morbioli       |       | 0       | 0       | 0      | 0        | 0        | 1      | 0    | 0   | 0   | 0   | 6      |
| F. Steinhauser    |       | 0       | 0       | 1      | 0        | 0        | 0      | 0    | 0   | 0   | 0   | 6      |
| G. Zantedeschi    |       | 0+0     | 0+1     | 0      | 0        | 0        | 0      | 0    | 0   | 0   | 0   | 6      |
| #80               |       | 0       | 1       | 0      | 0        | 0        | 0      | 0    | 0   | 0   | 0   | 6      |
| D. Giuliani Osawe |       | 0+0     | 0+0     | 0+0    | 0+0      | 0+0      | 0+0    | 0+0  | 0+0 | 0+0 | 1+1 | 4      |
| T. Zine Sekali    |       | 0       | 0       | 0      | 0        | 0        | 0      | 3    | 0   | 0   | 0   | 3      |
| S. Zanetti        |       | 0       | 0       | 0      | 0        | 0        | 0      | 0    | 1   | 0   | 0   | 2      |

### Passer rating
| Giocatore   | G   | Att   | Comp  | Int | Yds     | TD   | NFL   | NCAA   |
| ----------- | --- | ----- | ----- | --- | ------- | ---- | ----- | ------ |
| F. Corradi  | 5+4 | 91+58 | 39+36 | 5+4 | 547+445 | 10+8 | 86,19 | 134,05 |
| A. Plattner | 1   | 12    | 4     | 0   | 49      | 0    | 46,88 | 67,63  |